# Антропологічний музей (Петралона)
Антропологічний Музей (Петралона) — знаходиться в 35 км від міста Фессалоніки, Центральна Македонія, Греція і в 2 км від села Петралона.

## Печера
Петралонська печера утворилася в міоцені і була виявлена в 1959 році. Перші палеонтологічні і антропологічні знахідки були зроблені місцевими жителями. Печера і її знахідки здобули широку популярність після розкопок, оскільки до цього Греція була білою плямою в палеоантропології. У печері знайдено докази безперервного проживання людей протягом півмільйона років. З 1963 по 1968 рік, а потім знову з 1974 року, розкопки тут провадив радянський і грецький антрополог Аріс Пуліанос. Його публікації про палеонтологічні й антропологічні знахідки, включаючи прадавнього на європейському континенті Homo erectus, викликали гостру полеміку. Архантроп, чий череп був знайдений у печері, отримав ім'я Archanthropus europaueus petraloniensis і мав прямий і досить довгий ніс, що відрізняло його від африканських і азійських зразків цієї стадії. Згідно повідомлення, зробленого Пуліаносом на симпозіумі ЮНЕСКО в Парижі в 1969 році характеристики петралонського архантропа наближали його до Homo sapiens. Полеміка навколо знахідок концентрується навколо висновків Пуліаноса про існування людини на території Греції мільйон років до нашого часу і, особливо, навколо його заяви, що навіть з наявними по сьогоднішній день даними «вважаємо що теорія африканського, і тільки, походження сучасної людини не є спроможнішою».

## Музей
Музей був побудований і профінансований в 1978 році Антропологічним товариством Греції, керованого Пуліаносом, яке і є його власником. Музей відкрито в 1979 році. Метою музею є представити знахідки з Петралонської печери, доісторичну культуру Греції, Європи, і всього світу, і знахідки що представляють увесь палеонтологічний регіон Греції.
Знахідки включають «мавзолей» архантропа, (Archanthropus europeus petralonsiensis), найстаріші сліди вогню будь-коли знайдені (з 23-24 геологічних шарів Петралонской печери, вік якої понад один мільйон років).
Музей має в розпорядженні конференц-зал, лабораторії і бібліотеку

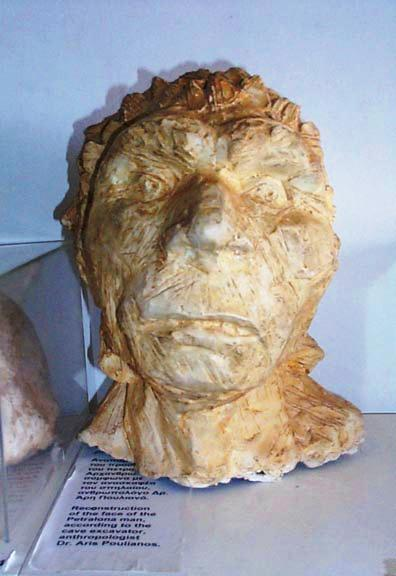
Реконструкція черепа архантропа
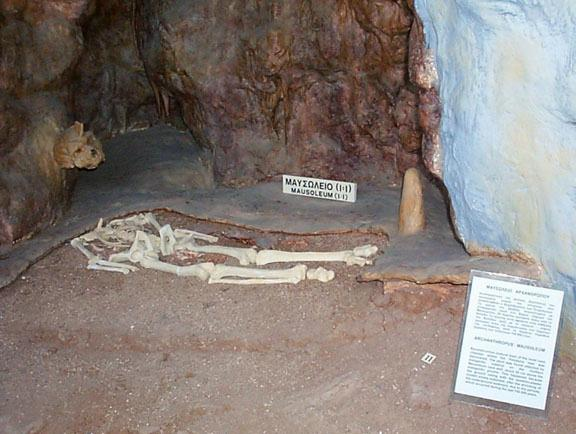
Реконструкція мавзолею зі скелетом архантропа
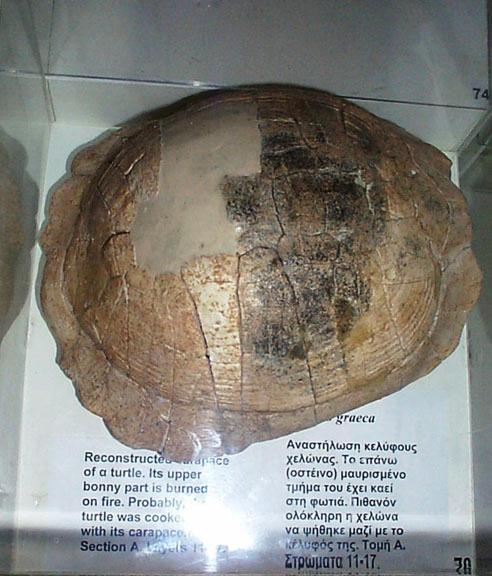
Скам'яніла черепаха мезозойської ери (віком 65 млн років)
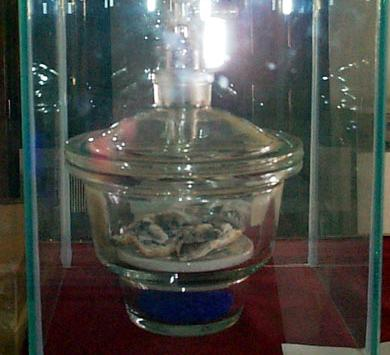
Сліди вогню

## Ресурси Інтернету
- Page at site of the Anthropological Society of Greece [Архівовано 26 жовтня 2016 у Wayback Machine.]